# Omran Daqneesh
Omran Daqneesh (en àrab: عُمْرَان دَقْنِيش; romanitzat: ʿUmrān Daqnīš; nascut el 2011) és un noi sirià que, als cinc anys, va sobreviure a un atac aeri i va ser fotografiat en estat de xoc dins d'una ambulància. Les imatges van circular per la premsa i les xarxes socials de forma viral i es van tornar icones dels mitjans de comunicació.

## Història
Daqneesh va ser ferit el 17 d'agost de 2016 després d'un atac de la Força Aèria russa al barri d'al-Qaterji d'Alep en mans dels grups rebels. Va patir una ferida al cap, va ser traslladat a un hospital conegut com M10 i posteriorment va rebre l'alta.
Daqneesh va ser rescatat amb els seus pares i tres germans, que llavors tenien un, sis i deu anys. El seu germà de deu anys, Ali, va morir el 20 d'agost de 2016 a causa de les ferides. El bloc d'habitatges es va esfondrar poc després de rescatar la família. Vuit persones van morir en l'atac aeri, inclosos cinc infants. Les imatges van ser publicades per Aleppo Media Center, un grup activista vinculat a la Coalició Nacional Siriana. El fotoperiodista Mahmoud Raslan, que va fotografiar Daqneesh, i el periodista Mustafa al-Sarout, que el va filmar, van fer declaracions als mitjans occidentals sobre la icònica foto Russia Today va entrevistar Sara Flounders, de l'International Action Center, que va afirmar que les xarxes socials de Raslan suggerien un suport previ al grup islamista Ḥaraka Nūr ad-Dīn az-Zankī.
La imatge d'ell assegut ensangonat en una ambulància després d'haver estat rescatat de les runes de casa seva va causar indignació internacional i va ser àmpliament publicada en diaris i xarxes socials. S'ha comparat amb les fotografies d'Alan Kurdi, un nen kurd refugiat de la guerra civil siriana que va morir ofegat a la platja de Bodrum intentant arribar a Europa amb la seva família.
El juny de 2017, van aparèixer noves fotos i vídeos del noi dels mitjans del govern sirià. En una entrevista amb Kinana Alloush, presentadora de la televisió estatal siriana, el pare d'Omran va dir que el seu fill havia estat utilitzat com una «eina de propaganda» per les forces rebels i que la família sempre havia estat oficialista. El seu pare també va criticar els grups rebels d'Alep per haver intentat explotar la seva família com a propaganda per impulsar el canvi de règim.